# Hosahalli, Channagiri
Hosahalli là một làng thuộc tehsil Channagiri, huyện Davanagere, bang Karnataka, Ấn Độ.